# Tannay-le-Mont-Dieu
Tannay-le-Mont-Dieu è un comune francese di 162 abitanti situato nel dipartimento delle Ardenne nella regione del Grande Est. È stato istituito il 1° gennaio 2025 dalla fusione dei precedenti comuni di Le Mont-Dieu e Tannay.